# فرودگاه سیمکو (دینسون فیلد)
فرودگاه سیمکو (دینسون فیلد) (به انگلیسی: Simcoe (Dennison Field) Airport) یک فرودگاه خصوصی است که یک باند فرود چمن دارد و طول باند آن ۶۷۱ متر است. این فرودگاه در کشور کانادا قرار دارد و در ارتفاع ۲۲۰ متری از سطح دریا واقع شده است.